# Europas Hunde
Europas Hunde (Сабакі Эўропы) ist ein belarussischer Roman von Alhierd Bacharevič. Er wurde 2017 zuerst in Vilnius veröffentlicht und u. a. mit dem Leipziger Buchpreis zur Europäischen Verständigung 2025 ausgezeichnet. Europas Hunde verschränkt die Themen Diktatur und Exil, Sprachen, „Identität und die Frage, wie wir unsere eigene Realität erschaffen“ sowie den „nationale[n] Niedergang [von Belarus], das Versagen seiner kulturellen Eliten, de[n] Verlust seiner Eigenständigkeit und Sprache und seine finale Einverleibung in das tyrannische russische Imperium“.

## Aufbau und Inhalt
Als Motto stehen zehn Zeilen aus dem dritten Teil von W.H. Audens Gedicht In memory of W.B. Yeats (1939), in dem auch die titelgebenden Hunde („the dogs of Europe“) auftauchen. Darauf folgen sechs motivisch und personell verbundene Kapitel, zwischen denen jeweils ein Gedicht eingeschoben ist:
- 1. Kapitel: Wir sind leicht wie Papier

Der eskapistische Ich-Erzähler Aleh Alehavič (aka Oleg Olegowitsch aka OO) wird in einem Minsker Behördengebäude von einem „Mann des Staates“ verhört. Grund ist der Tod des jugendlichen Dzianis Kazłovič (aka Koźlik). In dessen Haut ist ein Text eingeritzt, den die Behörden nicht dechiffrieren können. Aleh legt in seinem Geständnis dar, warum und nach welchen Prämissen er die Plansprache Balbuta entwickelt hat, und was sich im Folgenden zutrug: Nachdem er eine balbutanische Gedichtübersetzung im Internet gepostet hatte, nahm der gescheiterte Philologiestudent Dzianis Kazłovič Kontakt mit ihm auf. Sie trafen sich in einer Bar [↗ Kapitel 4] und begannen, gemeinsam Balbuta zu sprechen und das Vokabular systematisch weiterzuentwickeln. Wenig später stieß die Schülerin Natalija Jaŭhienaŭna Kaškan (aka Kaštanka) hinzu, und zuletzt der in Natalija vernarrte Stanislaw Bundas. Nachdem Dzianis aus Liebe zu Natalija die Plansprache Fornatal entwickelt  hatte, wurde er von Aleh aus der balbutanischen Sprachgemeinschaft verbannt und von Stanislaw aus dem Haus geprügelt.
- Gedicht: Legoing klinkutima[A 1]
- 2. Kapitel: Gänse, Menschen, Schwäne

Der fast 15-jährige Maŭčun lebt mit seinem einarmigen Vater in Belyje Rossy-13. Dieses ehemals belarussische Dorf liegt im Handlungjahr 2049 auf dem Territorium eines Großrussischen Reiches. Die russifizierten Dorfbewohner leben in Armut und unter ideologischer Kontrolle: Belarussisch „gab es nicht und hatte es nie gegeben“. Junge Männer werden zum Militärdienst eingezogen, kommen aber nie wieder zurück. Maŭčuns Mutter ist im „strategischen Wald“ an der streng abgeschotteten Westgrenze verschwunden. Im Westen haben angeblich die „Merikaner“ das Sagen, und laut Schulunterricht wurden Paris, Berlin, London, Rom und Prag zerbombt. Maŭčun vermutet jedoch ein „Science-Fiction-Leben“ jenseits der Grenze. Er träumt davon, wie Nils Holgersson mit seiner geliebten Graugans wegzufliegen [↗ Kapitel 4]. An einem Sonntag geht er mit seinem Vater auf die Jagd nach Pandas, die angeblich aus dem ehemaligen „Popologischen Garten“ in Minsk entkommen sind. Unweit einer verfallenen Hütte, in der einst eine Heilerin gelebt haben soll [↗ Kapitel 3], entdeckt Maŭčun die gerade gelandete Fallschirmspringerin Stefka. Er versteckt sie und bringt ihr Proviant, während die Behörden nach dem „Feind“ aus einem abgeschossenen Spionageflugzeug suchen. Stefka verschickt Geheimnachrichten auf Balbuta [↗ Kapitel 1]. Maŭčun will von ihr erfahren, „wie es drüben ist“. Stefka hingegen interessiert sich für das Dorfleben und einen Pan Kakoŭski. Dieser Herr Kakoŭski (aka Michail Antonowitsch Shukowitsch), ein „vor drei Jahren im Wald aufgelesener“ mutmaßlicher Spion oder psychisch Kranker aus Minsk, wähnt sich im falschen Jahr und „will hier weg“. Maŭčun stellt heimlich Kontakt zwischen Stefka und Pan Kakoŭski her. Inzwischen ist ein Major Lebed (deutsch: Schwan) ins Dorf gekommen und führt die Ermittlungen in der „Fallschirmspringer-Sache“. Er kürt Maŭčun zu seinem Helfer. Um zu verhindern, dass Pan Kakoŭski die Fallschirmspringerin verrät, beißt Maŭčun ihm die Kehle durch und versteckt seine Leiche. Beim Showdown zwischen Stefka und Major Lebed stellt sich heraus, dass die beiden Androiden sind. Während diese sich gegenseitig zerschießen, läuft Maŭčun weg. Dabei wird er immer kleiner, bis er schließlich nur noch so „groß wie ein Daumen ist“. „Vielleicht“ fliegt er auf seiner Gans davon.
- Gedicht: Kampfkunst
- 3. Kapitel: Der Neandertaler Wald

Die greise Heilerin Benigna lebt mit ihrem Kater Hoffmann in einer Hütte [↗ Kapitel 2] im Wald, den sie „Andertaler Wald“ nennt. Zu ihr kommen Leidende aus der Stadt. In Trance bringt Benigna das „was über war“ in den „Neandertaler Wald“, wodurch sie die Leidenden kuriert. Eines Tages erscheinen zwei „Brautwerber“ und bringen die Greisin ohne deren Einwilligung über die Grenze nach Vilnius. Von dort wird sie mit einem Kleinflugzeug auf eine kleine Privatinsel im Mittelmeer gebracht. Auf der Insel wird sie von ihrem „Bräutigam“ Maksim Kryvičanin, dem Herrscher der Insel und „Oberhaupt der Kryvičen“, und dessen „Ministerrat“ empfangen. Diese Inselgemeinschaft will das ideale Land Kryŭja aufbauen, d. h. „das Reich des reinen, unverfälschten Belarus“. Für Kryvičanin, dem die belarussischen „Faschisten“ nicht belarussisch genug waren, ist Kryŭja das Paradies. Zu seinem Bedauern gibt es trotzdem „welche, die von hier abhauen“ – bei ihren Fluchtversuchen werden diese getötet. Die so entvölkerten Häuschen verfallen. Die von Kryvičanin erstandene Insel war ein Schnäppchen, da es eine Deponie voll Sondermüll und Chemikalien ist. Folglich sind Kryvičanin und seine Getreuen mit „schwarzen und tiefroten Schwären bedeckt“ und verfaulen bei lebendigem Leib. Benigna – die „Babka aller Babkas“ – soll sie heilen. Dies scheint bei Kryvičanin zu gelingen, woraufhin er Benignas Künste erlernen will. Er setzt Benigna dazu ein, bei einem Empfang in Hamburg eine belarussische Journalistin auszuschalten, die über Kryŭja schreiben wollte. Während dieser Mission gelingt es einem Gefolgsmann Kryvičanins, sich mit Benigna abzusetzen. Er bringt sie ins westfälische Städtchen Erkrath. Dort, in der Nähe der Neandertalerschlucht, eröffnet er als Dr. Philipp Majno eine Privatklinik und vermarktet Benigna als „magische Schamanin“. Doch Kryvičanin macht sie ausfindig und bringt Benigna zurück nach Kryŭja. Als aus dem Süden kommende Bootsflüchtlinge auf der Insel landen und sich in den verlassenen Häuschen niederlassen, will Kryvičanin diese vertreiben. Daraufhin wird er mit einem Stein erschlagen.
Mitten im 3. Kapitel gibt es einen autofiktionalen Einschub, in dem eine belarussische Autorenfigur aus ihrem skandinavischen Exil berichtet, der Laptop habe sich aufgehängt, als er den Namen der Insel schreiben wollte: „Sie hatten mich bis zu dem Augenblick machen lassen, da ich das Wort »Kryŭja« schreiben wollte [...] der esoterische Mythos unserer hausbackenen Arier, die Metapher für ihre Urwurzel.“
- Gedicht: Italienische Küche
- 4. Kapitel: Dreißig Grad im Schatten. Roman eines Sommertages

Auf der äußeren Handlungsebene beschreibt dieses Kapitel die Odyssee des Ich-Erzählers Oleg durch das sommerlich heiße Minsk. Auf einen Anruf seiner Mutter hin fährt er zum Minsker Flughafen. Sie übergibt ihm eine Plastiktüte ungenannten Inhalts, die er „jemandem“ im Stadtzentrum überbringen soll. Wegen der Hitze kehrt Oleg unterwegs u. a. auf ein Bier in einer Bar ein. Am Nachbartisch hört er zwei Männer, die sich in einer „unverständlichen Sprache“ [↗ Kapitel 1] unterhalten – sie geben Balbuta auf Olegs Nachfrage hin als Rätoromanisch aus. Zwischenzeitlich trifft Oleg die designierten Empfänger der Plastiktüte, hat diese aber versehentlich unterwegs stehengelassen. Nachdem er die Plastiktüte wiedergefunden hat, wird er von vier Männern in einem Wagen gezerrt und soll bei einer Hochzeit als Clown auftreten. Nach seinem Auftritt wird er an einer Metrostation abgesetzt, wo ihn ein Sicherheitsmann zur Kontrolle der Plastiktüte anhält.
Während dieser Odyssee variiert Oleg in Gedanken das Märchen Die wunderbare Reise des kleinen Nils Holgersson mit den Wildgänsen [↗ Kapitel 2]: Nils fliegt – ohne Visum – auf dem Rücken einer Gans gen Westen, bis diese von einem Grenzsoldaten abgeschossen wird. Die Gans stürzt jenseits der belarussischen Grenze zu Boden. Nils überlebt mit einer grauen Feder [↗ Kapitel 6] im Mund. Von einer polnischen Familie aufgepäppelt, macht er sich auf nach Warschau und fährt von dort per Anhalter in einem LKW nach Berlin. Nils arbeitete in einem Buchladen und wird Dichter. In Berlin schreibt er 2039 sein erstes Gedicht Hundefänger [↗ zwischen Kapitel 5 und 6].
- Gedicht: Zum Andenken an Ingenieur Garin
- 5. Kapitel: Die Zeitkapsel

Der desillusionierte Lehrer Aleh Ivanavič bezeichnet all seine Schülerinnen als „Kaštanka“ [↗ Kapitel 1] und alle Schüler als „Sidarevič“, denn ihre wahren Namen kümmern ihn nicht. Beim ambitionierten Direktor will er sich mit einem Schulprojekt profilieren. Die Klasse 8a soll eine Zeitkapsel mit „Botschaften für spätere Generationen“ füllen. Unter dem Leitspruch „Minsk. 2017. Öffnen im Jahr 2050“ dürfen die Schüler anonym schreiben, was sie wollen. Nach dem Unterricht vergräbt Aleh Ivanavič mit ihnen die Zeitkapsel am Waldrand. Dies wird vom Direktor heftig kritisiert: Eine Zeitkapsel sei kein Kinderspiel, sondern „eine wichtige, verantwortungsvolle Operation. Ideologisch vor allem.“ Da Aleh Ivanavič die Texte nicht geprüft hat, muss er die Kapsel wieder ausgraben. Dabei findet er u. a. den mehrseitigen auf Balbuta verfassten Text: „Sutika kau kusuzu trudutikama“.
- Gedicht: Hundefänger
- 6. Kapitel: Die Spur

Das letzte Kapitel spielt im Jahr 2050, mehr als zwei Jahrzehnte nach einem „Großen Krieg“. Der visafreie Schengen-Raum existiert nicht mehr, und statt des Euro werden wieder Landeswährungen verwendet. Im Osten existiert ein abgeschottetes „Neues Russisches Reich“, das auch Belarus umfasst [↗ Kapitel 2]. Zu Beginn verstirbt ein Mann im billigen Berliner Hotel Rosengarten. Daraufhin versucht der Agent des Erkennungsdienstes Teresius Skima, den Toten zu identifizieren. Unter dessen ärmlichen Habseligkeiten befindet sich eine graue Feder [↗ Kapitel 2 und 4], ein Notizbuch und ein Gedichtband in kyrillischer Schrift. Ein Name findet sich nicht. Skimas Suche führt zu einem Netzwerk letzter Buchhandlungen, in denen Lyriklesungen kultartig zelebriert werden. Die Tochter eines verstorbenen Hamburger Buchhändlers erwartet Skima bereits: Ihr Vater hat für denjenigen, der irgendwann auf der Suche nach „dem Menschen mit Feder und Buch“ auftauchen würde, eine Videobotschaft vorbereitet. Es stellt sich heraus, dass der Tote ein Dichter war, der als Writer-in-Residence in diesem Buchladen gearbeitet hatte. Die nächste Spur führt Skima, der nun auf eigene Faust ermittelt, nach Prag. Dort hatte der namenlose Dichter einige Zeit in einem „Literatenasyl“ in der ehemaligen Arbeiter-Unfall-Versicherungsanstalt für das Königreich Böhmen gelebt. Immer öfter hört Skima auf seinen Wegen irgendwo Hunde bellen. In Prag bekommt er eine balbutanische Übersetzung der Gedichte des Dichters. Skima erfährt, dass der Dichter im Jahr 2044 aus Paris gekommen war. Dort findet Skima in einer Schlafnische der Buchhandlung Shakespeare and Company eine Adresse in „Miensk“. Um dorthin zu gelangen, reist er nach Vilnius, wo er zufällig den russophilen Matti Marttinen trifft. Der Finne ist Mitglied der Organisation „Drug-Rossii“ und hat Vorlesungen und Sprachkurse besucht, um eine Reise ins „Reich“ machen zu dürfen. Skima schlägt ihn beim Liebesspiel mit einer Sektflasche nieder und kommt so an dessen Reisedokumente und Kleidung. Unter der gestohlenen Identität „Mister Marttinen“ überquert er die Grenze. In Minsk angekommen, wird er vom Reiseführer trotzdem sofort als Teresius Skima angesprochen. Auf der Suche nach der Adresse des namenlosen Dichters streifen die beiden durch Minsk. Auf einer uralten städtischen Website liest Skima über einen Teresius Skima und eine ausgegrabene Zeitkapsel [↗ Kapitel 5] von 2017. Zurück im Hotel übersetzt Skima einen Zeitkapsel-Brief mit Hilfe eines Englisch-Balbuta-Wörterbuchs. Dabei erfährt er vom Plan eines Schülers namens Viktar Baŭm, sich auf einer Exkursion nach Deutschland von der Gruppe abzusetzen, um „im Land der großen Literatur“ Dichter zu werden. Der Reiseführer klärt Skima darüber auf, dass Viktor gekniffen habe und nach Hause zurückgekehrt sei. Die von Viktor später verfassten balbutanischen Texte über „das Europa, das er sich ausgedacht hatte“ seien in den Wirren des Kriegs verschollen. Als Skima und sein Führer das Hotel verlassen, werden sie von keinem der Gäste auf dem Flur gesehen: „Da war gar kein Teresius Skima. Nur Bilder und Palmen.“
In der belarussischen Originalausgabe schließen sich an das 6. Kapitel eine Balbuta-Grammatik und ein Wörterbuch an, in der deutschen Ausgabe liegt ein herausnehmbares, nicht paginiertes Heft bei: Balbuta. Grammatik und Wörterbuch. Variante Kaštanka. Herausgeberin Natalie von Steinfresser.

## Rezeption
Ilma Rakusa beschreibt Europas Hunde in der NZZ als „Sprachfeuerwerk und Satire, Dystopie und Hommage an die Literatur“. Sie hebt „[k]ühne Phantasiespiele, künstlerische Komplexität und Mehrdeutigkeit“ des 740-Seiten-Romans hervor. Im Cleveland Review of Books schreibt Simon Maas, das „absichtlich unorganisiert“ wirkende Buch sei „ein meisterhaftes, fesselndes und originelles Werk – sowohl in der Idee als auch in der Darbietung.“ Es thematisiere den „Kampf des Einzelnen, mit den Problemen des modernen Lebens fertig zu werden, von Unordnung und Anomie [...] bis hin zur High-Tech-Tyrannei“. Der belarussische Literaturkritiker Waljanzin Akudowitsch attestiert Europas Hunde hingegen Probleme mit der „Architektur“: Es handele sich nicht um einen Roman, sondern um eine umfangreiche Sammlung verschiedenartiger literarischer Texte. Auf die offene und heterogene Form des Romans verweisen auch Sieglinde Geisel in der FAZ und Olga Hochweis auf Deutschlandfunk Kultur. Hochweis klärt anschließend auf, dass die „auf den ersten Blick gänzlich unverbunden“ scheinenden Romanteile phantasievoll verwoben seien. Zudem sei das Buch mit zahlreichen literarischen und popkulturellen Anspielungen und Zitaten gespickt. Die „sogartige Wirkung“ und „Raffinesse dieses Meisterwerks“ beruhe auf der „virtuosen erzählerischen Kraft“ sowie auf den mittlerweile visionär erscheinenden Inhalten, wie etwa die Rückkehr imperialer großrussischer Ambitionen. Ingo Petz spricht in Der Standard von einem „monumentalen Buch“, das mit „Punk, Poesie und Prosa Widerstandswillen und Wachheit“ beschwöre. Dabei treibe Bacharevič „seinen Schabernack mit den Mythen und Zeichen der belarussischen Nationalkultur.“ Zudem geht Petz – wie fast sämtliche Rezensenten – auf die besondere Bedeutung der romaneigenen Plansprache Balbuta ein: Sie sei einer der Gründe, „warum dieses monströse Buch nach seinem Erscheinen zu einer Art Kultbuch in Belarus wurde.“

Ralf Julke befindet in der Leipziger Zeitung, die nahezu bücherlose Welt des letzten Kapitels lese sich „wie eine Klage um den Verlust der Welten, der mit dem Verlust der Bücher einher geht“. Auch Sigrid Löffler spricht in der Süddeutschen Zeitung von einem „pessimistischen, in Teilen dystopischen Roman“, der sie an Thomas Bernhards „hassgeliebtes Österreich“ und an T.S. Eliot erinnere. Christoph Nick klassifiziert Europas Hunde auf Literatur.Review als „Kaleidoskop, ein Spiegelkabinett, eine rasende Achterbahnfahrt, eine Fantasie wie auf einem LSD-Trip“. Darin werde auf die Odyssee von Homer, die Märchen aus Tausend und einer Nacht sowie „auf fast alle wichtigen Romane der europäischen Kultur aus mehr als 200 Jahren“ angespielt. Franz Kafka „spukt durch fast alle Teile“, aber auch Pythagoras und Teiresias klängen an. Die Jury des Leipziger Buchpreises zur Europäischen Verständigung bezeichnet den Roman als „wilde Mischung aus Politthriller, Epos, Abenteuergeschichte, Satire und Märchen“ und verweist auf zahlreiche intertextuelle „Bezugspunkte, die von James Joyce, Jonathan Swift, Selma Lagerlöf und Joseph Brodsky bis zu Alexander Puschkin, Vladimir Nabokov und Paul Celan reichen.“ Man könne von „Europa und seinen Abgründen“ nicht leidenschaftlicher erzählen.

### Würdigungen des Romans (Auswahl)
2017 – Buch des Jahres des belarussischen PEN-Zentrums
2018 – 2. Jerzy-Giedroyc-Literaturpreis
2019 – Shortlist des wichtigsten russischen Literaturpreises Bolschaja Kniga als erstes Buch eines nichtrussischen Autors überhaupt
2021 – Erwin-Piscator-Preis für Europas Hunde und weitere Texte, in denen Bacharevič die Bedingungen totalitärer Herrschaft erforscht
2025 – Leipziger Buchpreis zur Europäischen Verständigung
- Die deutsche Übersetzung von Thomas Weiler wurde 2024 mit dem Paul-Celan-Preis gewürdigt.[19][20]

### Verbot durch das Lukaschenka-Regime
Europas Hunde war das erste vom Lukaschenka-Regime verbotene belarussische Buch. Es wurden 2022 zur „republikanischen Liste extremistischer Materialien“ hinzugefügt. Das Belarussische Bildungsministerium ordnete daraufhin an, die auf der Liste stehenden Bücher aus allen Schulbibliotheken des Landes zu entfernen. Die requirierten Exemplare sollten von einem Traktor untergepflügt werden.

## Kunstsprachen inEuropas Hunde
In Europas Hunde spielen Konstruierte Sprachen („Conlangs“) eine integrale Rolle – insbesondere das von Bacharevič speziell für den Roman entwickelte Balbuta. Innerhalb des Romans tritt die Erzählerfigur Aleh Alehavič als Schöpfer dieser Sprache auf. Als deren Inspirationen werden u. a. die Plansprachen Esperanto und Toki Pona angeführt.
- Das im ersten Kapitel eingeführte und in allen Folgekapitel genutzte Balbuta ist „kein vage angedeutetes Konstrukt“[2] oder Dekor, sondern eine voll funktionsfähige Sprache. Sie fungiert als „der rote Faden des Romans“[14] bzw. „Kernpunkt und Motor des Ganzen“[7]. Leser müssen sich die teilweise mehrseitigen balbutanischen Passagen – mit Hilfe der Grammatikregeln und des beiliegenden Wörterbuches – eigenständig übersetzen. Die Etymologie des Sprachnamens bleibt vorsätzlich vage: „Ich nannte sie Balbuta. Gott allein wusste, warum. Und dieser Gott war ich.“[27], berichtet Aleh Alehavič, der belarussische Ich-Erzähler des ersten Kapitels. Da dieser sich für Esperanto interessiert, leitete sich Balbuta möglicherweise vom esperantischen Verb balbuti ab, das „stottern“, „stammeln“, „lallen“, „radebrechen“, „sich ungeschickt ausdrücken“ bedeutet.[28][A 7] Mit seiner Sprachschöpfung folgt der Ich-Erzähler Aleh einem langjährigen Interesse an Plansprachen sowie seiner erklärten Abneigung gegenüber Belarussisch, Russisch, Englisch, Spanisch, Deutsch, Französisch und Polnisch.[29] Mit dem als Geheimsprache funktionierenden Balbuta reagiert er auf „die sprachlichen und politischen Probleme in Belarus“.[30] Er sucht „Freiheit und Autarkie angesichts einer repressiven Umwelt“[7] „jenseits nationaler Zugehörigkeiten und gesellschaftlicher Vereinnahmung.“[11] Balbuta repräsentiert eine Sprache, die „keinen kulturhistorischen Ballast trägt und den Sprecher damit seine Identität aufzwingt, wie es das Russische oder Belarussische tun.“[12][A 8] Der Autor Bacharevič relativierte diese positive Utopie in einem Interview: Balbuta sei „der von Beginn an zum Scheitern verurteilte Versuch, absolute Freiheit zu erlangen“. Sprache an sich sei „das perfekte Herrschaftsinstrument“, da sie diejenigen versklave, die sie nutzten. Sprache „übernimmt die Kontrolle über uns. Und wiegt uns dabei in der Illusion, wir würden sie beherrschen.“[31]

- Eine weitere romaneigene Plansprache ist Fornatal. Sie wird von der Figur Dzianis Kazłovič als „Sprache unserer Liebe“ bzw. „Sprache für Natalia“[32] für seine Kommunikation mit Natalija Kaškan kreiert. Der Ich-Erzähler Aleh klassifiziert die Sprache abwertend als „pseudogermanisch“ und „alles andere als anmutig“, gesteht ihr aber später zu, klangvoll zu sein. Im Text werden nur wenige Worte wiedergegeben: „brekken tekken kuekken und irgendwelcher Quark: kaaru-suaru-ynga“.[33]

### Grundzüge von Balbuta
Balbuta folgt fünf Prämissen. Die Plansprache soll:
1) logisch und einfach zu erlernen sein,
2) wohlklingend und musikalisch sein,
3) poetisch sein, d. h. Poesie hervorbringen und Geheimnisse in sich bergen können,
4) ihre eigene Philosophie transportieren, d. h. das Denken der Sprecher hin zu „Vielfalt, Freiheit und Poesie“ lenken,
5) flexibel sein, Freiräume lassen und sich an Bedürfnisse der Sprecher anpassen.
Phonetische Regeln
Die Phonetik ist nur minimal geregelt, lässt also große Freiheit beim Erreichen des Ideals von Wohlklang und Musikalität.
- „s“ wird stets stimmlos und „z“ stets stimmhaft ausgesprochen.
- Zischlaute gibt es nicht.
- Nach Vokalen wird ein „j“ wie „i“ gesprochen.
- In der Regel wird die vorletzte Silbe betont. Bei Nomen im Plural oder flektierten Formen liegt die Betonung jedoch immer auf dem „u“ des Suffixes:

| Balbuta     | Deutsch                             |
| ----------- | ----------------------------------- |
| trudúta     | der Stein                           |
| trudútika   | die Steine                          |
| trudútikama | die Steine, den Steinen, der Steine |
Nomen
- Die Singularendung ~uta wird bei flektierten Formen zu ~utima erweitert. Bei der Pluralendung ~utika lautet die flektierte Formen ~utikama.
- Der Verkleinerungssuffix lautet ~utko. Verkleinerungen sind nicht flektierbar.

|                    | Balbuta (unflektiert) | Deutsch                                    | Balbuta (Imperativ) | Deutsch                             |
| ------------------ | --------------------- | ------------------------------------------ | ------------------- | ----------------------------------- |
| Singularform       | O truduta.            | Das ist ein Stein.                         | Kusu trudutima !    | Iss einen Stein !                   |
| Pluralform         | O trudutika.          | Das sind Steine.                           | Kusu trudutikama !  | Iss Steine !                        |
| Verkleinerungsform | O trudutko.           | Das ist ein Steinchen. Das sind Steinchen. | Kusu trudutko !     | Iss ein Steinchen ! Iss Steinchen ! |
- Berufs- und Betätigungsbezeichnungen werden aus dem jeweiligen Verb mit den Suffixen ~ask (maskulin) und ~unja (feminin) gebildet. Der Plural wird zudem durch ein ~o am Ende markiert. Hier am Beispiel des Verbs gajuzu (heilen):

|          | maskulin | feminin  |
| -------- | -------- | -------- |
| Singular | gajask   | gajunja  |
| Plural   | gajasko  | gajunjuo |
- Mit dem Kollektivsuffix ~ejle steht für die Gesamtheit von Lebewesen oder Dingen. Um diesen Suffix anzuhängen, wird der Endvokal der Singular- bzw. Pluralform reduziert. Beispiel: dreuta (Baum) → deutejle (Wald).

Verben
- Verben enden auf ~uzu und werden nicht flektiert.
- Die von der Gegenwartsform (Indikativ Präsens) abweichenden Formen werden mittels Partikel gebildet, das dem Verb vorangeht.
- Im Imperativ wird der Suffix auf ~u reduziert.

| Tempus / Modus                | Partikel | Beispiel                  | Deutsch                                             |
| ----------------------------- | -------- | ------------------------- | --------------------------------------------------- |
| indikative Gegenwartsform     | —        | Tau kusuzu trudutima.     | Du isst einen Stein.                                |
| indikative Vergangenheitsform | bim      | Tau bim kusuzu trudutima. | Du hast einen Stein gegessen. / Du aßt einen Stein. |
| indikative Zukunftsform       | bu       | Tau bu kusuzu trudutima.  | Du wirst einen Stein essen.                         |
| Konjunktiv                    | bif      | Tau bif kusuzu trudutima. | Du würdest einen Stein essen.                       |
| Imperativ                     | —        | Kusu trudutima !          | Iss einen Stein !                                   |
Eigenschaftswörter
- Adjektive tragen den Suffix ~oje und werden nicht flektiert. Beispiel: O truduta trudoje. (Das ist ein harter Stein.)
- Der Komparativ wird mit dem Suffix ~ing gebildet. Beispiel: Tau truduta trudoing mau. (Dein Stein ist härter als meiner.)
- Es gibt keinen Superlativ.

- Adverbien und Partizipien tragen den Suffix ~oju. Beispiel: Vigoju kusuzu trudutima. (Es ist schwierig, einen Stein zu essen.)

Personal- und Possessivpronomen
- Balbuta kennt nur Singularformen:

| Personalpronomen | Deutsch     |   | Possessivpronomen | Deutsch            |
| ---------------- | ----------- | - | ----------------- | ------------------ |
| au               | ich         | ! | mau               | mein~              |
| tau              | du          | = | tau               | dein~              |
| nau              | er, sie, es | = | nau               | sein~, ihr~, sein~ |
- Pluralformen gibt es nicht, weshalb diese Information anderweitig umschrieben werden muss, z. B. durch die Kombination von Singularformen: Bim kronk au. (Wir waren zu viert. → wörtlich: Waren vier Ichs.)

### Balbuta außerhalb der Romanwelt
Nach dem Erscheinen von Europas Hunde fand die Plansprache auch außerhalb der Fiktion Verwendung. Seit 2022 wird von Alhierd Bacharevič ein balbutanisches Weblog geführt. Dort erschien u. a. eine von Thomas Weiler besorgte balbutanische Übersetzung der ersten Strophe aus Matthias Claudius’ Abendlied. Die tschechische Musikerin Vesna Cáceres vertonte mehrere Zeilen des Gedichtes „Legoing klinkutima“ aus Europas Hunde, und die Band Psautika Europoje veröffentlichte 2022 mit Grimuta a amilutima da samutima ein komplettes balbutanisches Album.

## Ausgaben (Auswahl)
- Сабакі Эўропы. Vilnius: Logvino Literatūros namai, 2017 ISBN 978-609-8213-21-8; Minsk: A. M. Januškievič, 2021, ISBN 978-985-7210-73-2; Prag: Vesna, 2022 ISBN 978-80-908687-2-4.
  - Собаки Европы ins Russische übertragen und umgeschrieben von Alhierd Bacharevič, Moskau: Wremia, 2019, ISBN 978-5-9691-1836-2.
  - Europas Hunde, ins Deutsche übersetzt von Thomas Weiler, Berlin:  Voland & Quist 2024, ISBN 978-3-86391-315-1.

### Adaptionen
2019 Dogs of Europe (Englisch). Belarus Free Theatre (London / Minks), Regie: Mikałaj Chaliezin
2022 Gęsi – ludzie – łabędzie (Polnisch). Unabhängige Theatergruppe „Kupałowcy“ am Juliusz Osterwa Theater (Lublin), Regie: Aliaksandar Harcujeŭ